# Перспективний авіаційний комплекс дальньої авіації
Перспективний авіаційний комплекс дальньої авіації (ПАК ДА) — російський стратегічний бомбардувальник-ракетоносець нового покоління, що розробляється компанією «Туполєв». Літак не буде глибокою модернізацією Ту-160, а буде принципово новим літальним апаратом, заснованим на принципово нових рішеннях. У серпні 2009 року між Міноборони Росії та компанією «Туполєв» підписано контракт на проведення НДДКР зі створення ПАК ДА строком на 3 роки. У серпні 2012 року було оголошено, що аванпроєкт ПАК ДА вже завершений і підписаний, починаються дослідно-конструкторські роботи по ньому. Проєкт літака був затверджений у березні 2013 року.
У майбутньому ПАК ДА має замінити Ту-95 і Ту-160 (стратегічні бомбардувальники російських ВПС).

## Проєкт комплексу
За заявами генерального конструктора компанії «Туполєв» Ігоря Шевчука, «майбутні науково-дослідні роботи треба розглядати як створення якогось науково-технічного доробку з даної тематики. Це не тільки та не стільки військова тематика, скільки опрацювання питань аеродинаміки, міцності, нових матеріалів та технологій».
За словами заступника міністра оборони Поповкіна, технічний проєкт нового бомбардувальника повинен бути повністю завершено до 2015 року.
При виборі передескізного проєкту перемогла розробка КБ Туполєва. Літак виконаний за схемою «літаюче крило». Значний розмах крила та особливості конструкції не дозволять літаку подолати швидкість звуку, разом з тим буде забезпечена невидимість для радарів.

## Основні вимоги до комплексу
За словами командувача дальньою авіацією ВПС Росії Анатолія Жихарева, йдеться про принципово новий літак з прицільно-навігаційним комплексом. Такий літак повинен бути здатний застосовувати всі наявні та перспективні види зброї, повинен бути оснащений новітніми системами зв'язку та радіоелектронної боротьби, а також мати малу помітністю.

## Параметри комплексу
Деякі експерти припускають такі льотно-технічні характеристики ПАК ДА:
- Двигуни: 2 х ТРДД
- Тяга максимальна: 2 х 16000 кгс
- Максимальна злітна маса: 124000 кг
- Маса корисного навантаження : 24000 кг
- Маса палива: 50000 кг
- Крейсерська швидкість: дозвукова
- Дальність перегоночна: 12000 — 15000 км